# Aimar Oroz
Aimar Oroz Huarte , född 27 november 2001 i Pamplona, är en spansk fotbollsspelare.

## Karriär
Samu Omorodion inledde sin seniorkarriär i Osasunas B-lag år 2018. Han debuterade för dess A-lag 2019. Han har representerat Spanien på U21- och U23-nivån sedan 2022. Han blev olympisk guldmedaljör i fotboll vid olympiska sommarspelen 2024 i Paris efter att Spanien slagit Frankrike i finalen.